# Semriach
Semriach osztrák mezőváros Stájerország Graz-környéki járásában. 2017 januárjában 3336 lakosa volt.

## Elhelyezkedése

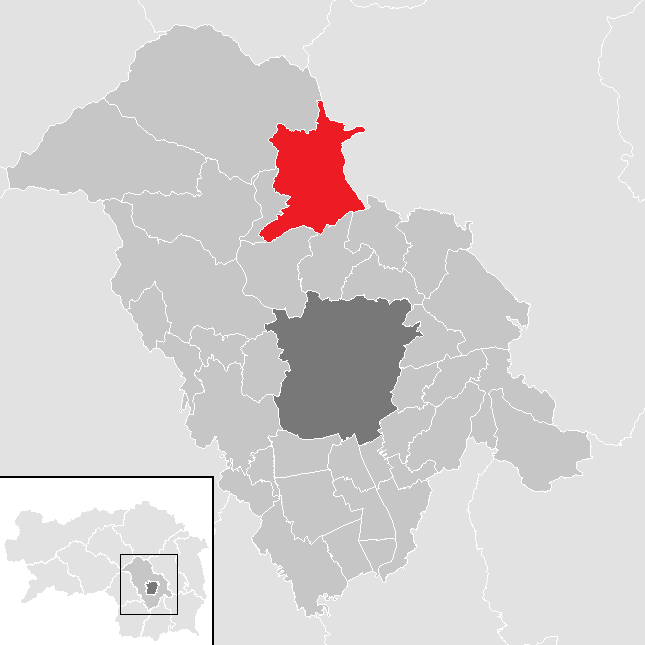
Semriach a Graz-környéki járásban

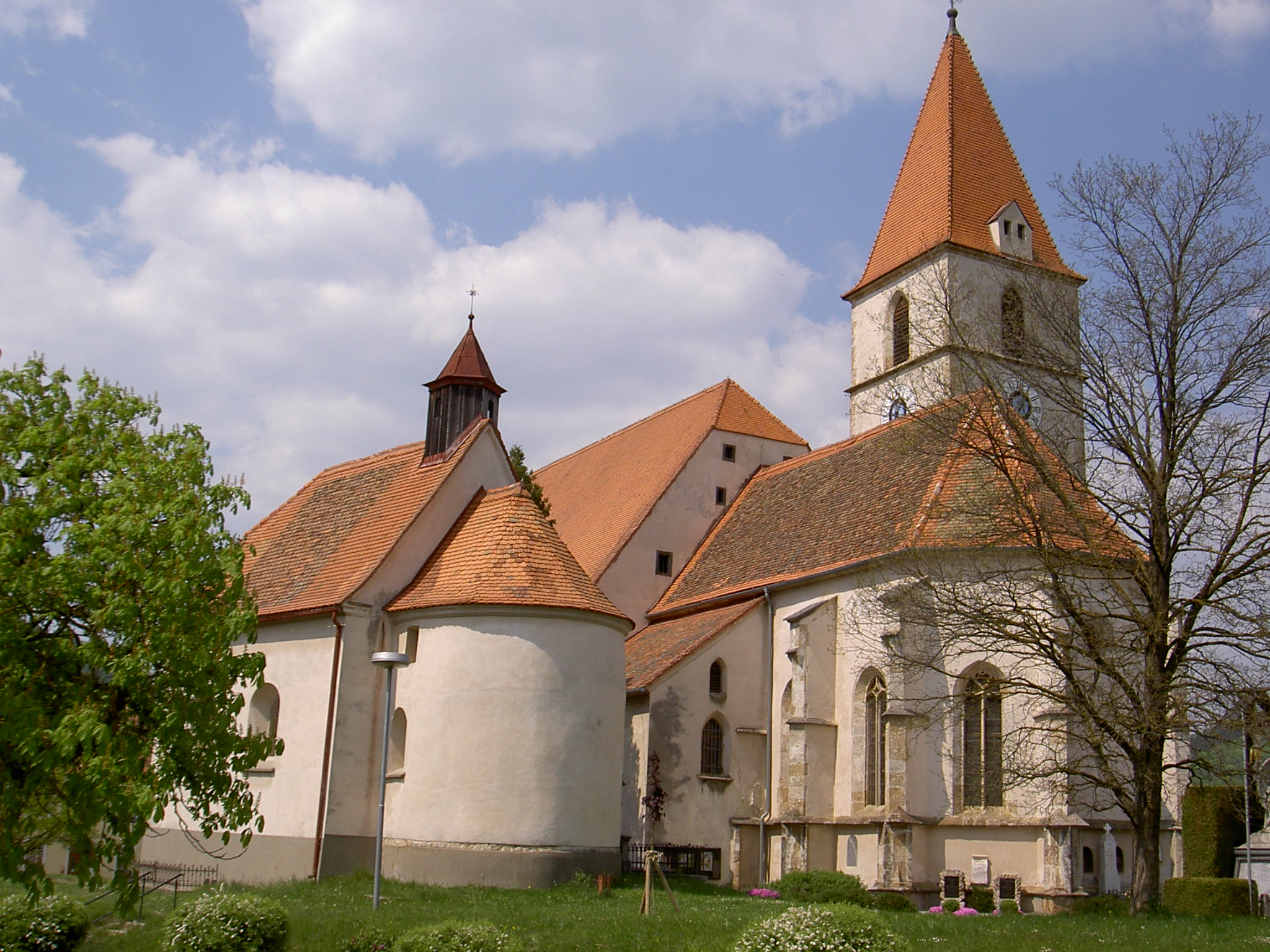
A plébániatemplom és a temetői kápolna

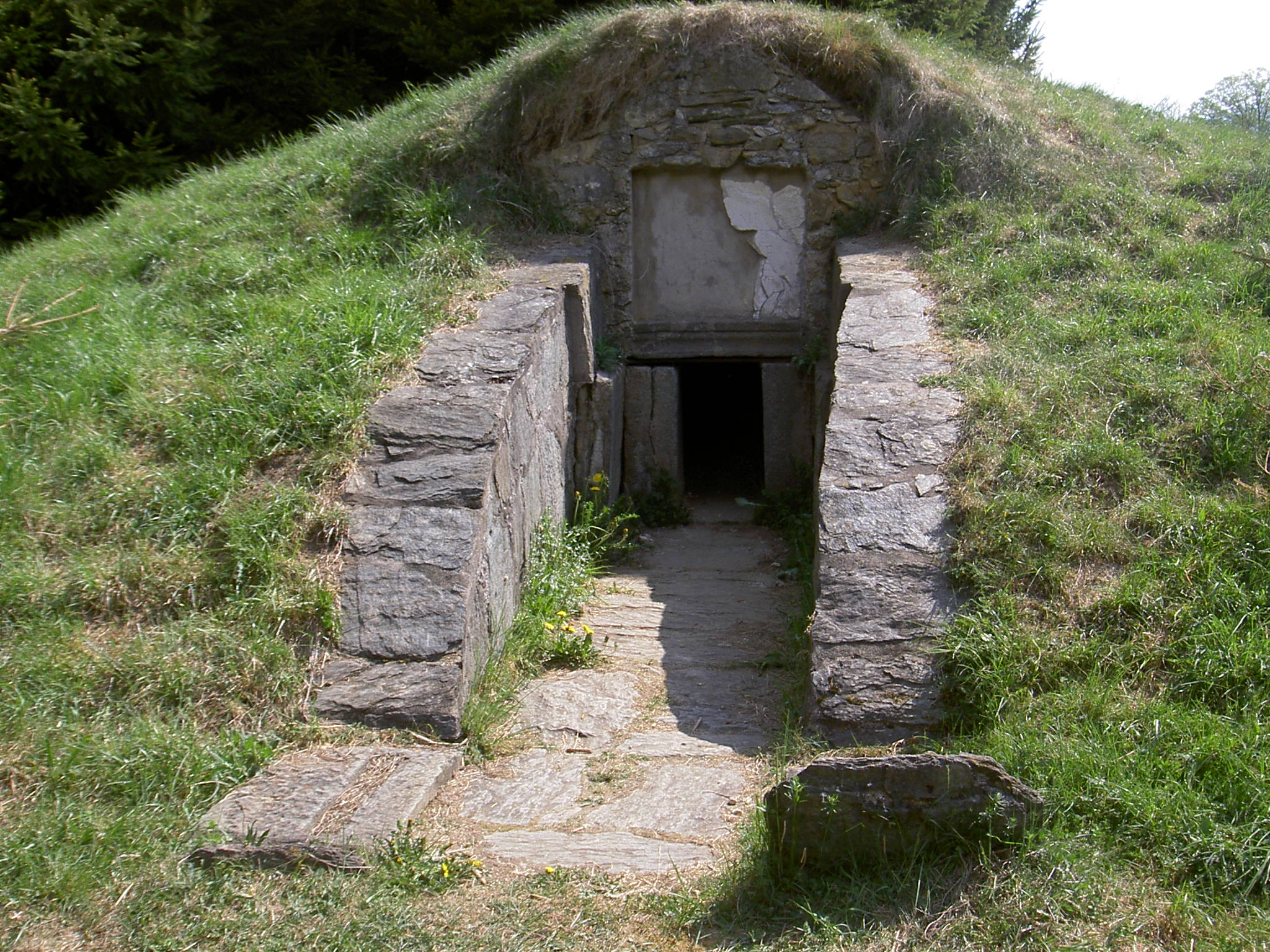
Római kori halomsír

Semriach Nyugat-Stájerországban fekszik, kb. 25 km-re északra Graztól, a Grazi-hegyvidék egyik fennsíkján az ún. Semriachi-medencében. Jelentősebb (1000 m fölötti) hegycsúcsai a Schöckl (1445 m), a Fragnerberg (1109 m), a Rinnweberkogel (1041 m), a Hochtrötsch (1239 m) és a Windhofkogel (1064 m). Az önkormányzat 7 települést egyesít: Markterviertl (193 lakos 2015-ben), Präbichl (157), Rechberg (264), Schönegg (498), Semriach (1400), Thoneben (365), Windhof (450).
A környező önkormányzatok: délkeletre Sankt Radegund bei Graz, délre Stattegg, délnyugatra Gratkorn, nyugatra Peggau, északnyugatra Frohnleiten, északkeletre Fladnitz an der Teichalm, keletre Passail.

## Története
A Lurgrotte, Badlhöhle és Repolust-barlangokból az ember legrégebbi, legutolsó interglaciálisból származó stájerországi nyomai kerültek elő. A régészek az újkőkorból kőbaltákat, a vaskori Hallstatt-korszakból cserépedény-töredékeket, a római korból pedig számos leletet tártak fel. Utóbbiak közé tartoznak a templom falába épített feliratos kövek, egy villa rustica maradványai és egy jó állapotban megmaradt halomsír, amelyet restauráltak és a helyszínen látogatható. A népvándorlás végén szlávok települtek a térségbe: róluk a helynevek árulkodnak. Semriach templomának román stílusú elődjét 1050 körül alapították és 1300 körül gótikus stílusban átépítették. A templom mai, késő gótikus formáját a 16. században, 1543-ra nyerte el. 
Semriach első írásbeli említése 1212-ből származik. Saját papjáról 1237-ben írnak először. 1305-ben már mint mezővárosra hivatkoznak rá. Gyors fejlődését a környező hegyek ezüstbányáinak (illetve ezüstöt is tartalmazó ólombányáinak) köszönhette. 1550 körül a telérek kimerültek, a bányaipar lehanyatlott és a település egyetlen jövedelemforrása a mezőgazdaság maradt.

## Lakosság
A semriachi önkormányzat területén 2017 januárjában 3336 fő élt. A lakosságszám 1981 óta gyarapodó tendenciát mutat. 2015-ben a helybeliek 91,9%-a volt osztrák állampolgár; a külföldiek közül 1,2% a régi (2004 előtti), 1,7% az új EU-tagállamokból érkezett. 0,5% a volt Jugoszlávia (Szlovénia és Horvátország nélkül) vagy Törökország, 4,7% egyéb országok polgára. 2001-ben a lakosok 93,2%-a római katolikusnak, 1,6% evangélikusnak, 3,7% pedig felekezet nélkülinek vallotta magát. Ugyanekkor 4 magyar élt a mezővárosban. 

## Látnivalók

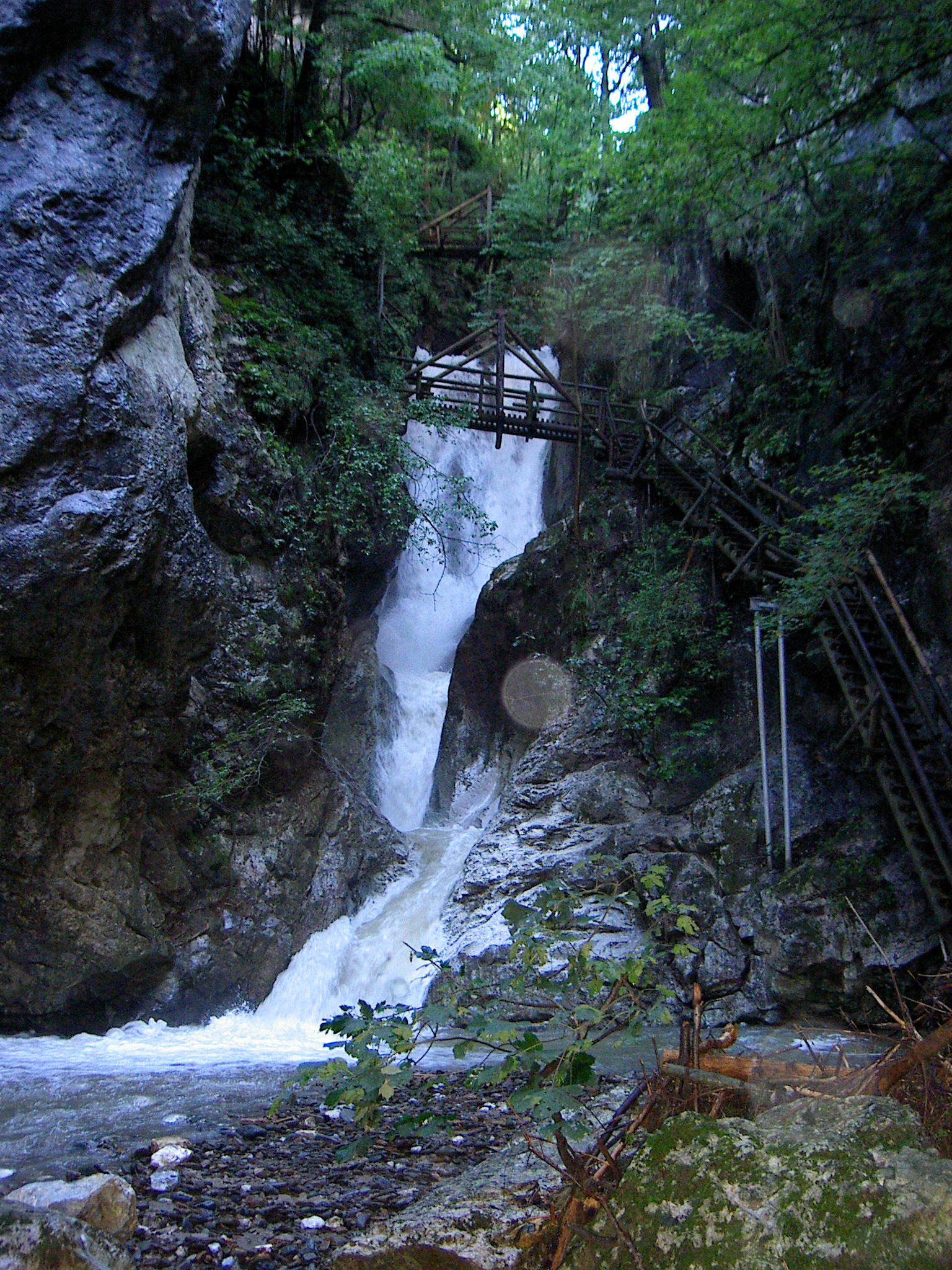
A Kessel-vízesés

- A Lurgrotte, Ausztria legnagyobb cseppkőbarlangja[2]
- a Szt. Egyed-plébániatemplom és a temetői kápolna
- a Szt. Ulrik-templom
- Luegg várának romjai
- látogatható római kori halomsír
- Tűzoltómúzeum
- a világ legkisebb, kb. banánosdoboz méretű művészeti kiállítóterme a főtéren (K2)
- a Kessel-vízesés

## Fordítás
- Ez a szócikk részben vagy egészben  a   Semriach című német Wikipédia-szócikk ezen változatának fordításán alapul.  Az eredeti cikk szerkesztőit annak laptörténete sorolja fel. Ez a jelzés csupán a megfogalmazás eredetét és a szerzői jogokat jelzi, nem szolgál a cikkben szereplő információk forrásmegjelöléseként.